# Aequidens sapayensis
Aequidens sapayensis är en fiskart som först beskrevs av Regan, 1903.  Aequidens sapayensis ingår i släktet Aequidens och familjen Cichlidae. Inga underarter finns listade i Catalogue of Life.